# Tomosvaryella galapagensis
Tomosvaryella galapagensis är en tvåvingeart som först beskrevs av Charles Howard Curran 1934.  Tomosvaryella galapagensis ingår i släktet Tomosvaryella och familjen ögonflugor.
Artens utbredningsområde är Galápagosöarna. Inga underarter finns listade i Catalogue of Life.